# Canadian Open 2021 - Qualificazioni singolare maschile
Le qualificazioni del singolare maschile del Canadian Open 2021 sono state un torneo di tennis preliminare per accedere alla fase finale della manifestazione. I vincitori dell'ultimo turno sono entrati di diritto nel tabellone principale. In caso di ritiro di uno o più giocatori aventi diritto a questi sono subentrati i lucky loser, ossia i giocatori che hanno perso nell'ultimo turno ma che avevano una classifica più alta rispetto agli altri partecipanti che avevano comunque perso nel turno finale.

## Teste di serie
1. Frances Tiafoe (ultimo turno, Lucky loser)
2. Tommy Paul (qualificato)
3. Yoshihito Nishioka (qualificato)
4. Dominik Koepfer (primo turno)
5. Lorenzo Musetti
6. Marcos Giron (primo turno)

1. Emil Ruusuvuori (qualificato)
2. Alexei Popyrin (primo turno)
3. James Duckworth (qualificato)
4. Ričardas Berankis (qualificato)
5. Feliciano López
6. Benjamin Bonzi (primo turno)

## Qualificati
1. Emil Ruusuvuori
2. Tommy Paul
3. Yoshihito Nishioka

1. James Duckworth
2. Ričardas Berankis
3. Brayden Schnur

### Lucky loser
1. Frances Tiafoe

## Tabellone

### Legenda
| - Q = Qualificato - WC = Wild card - LL = Lucky loser | - ALT = Alternate - SE = Special Exempt - PR = Protected Ranking | - w/o = Walkover - r = Ritirato - d = Squalificato |

### Sezione 1
|  | Primo turno | Primo turno       | Primo turno     | Primo turno | Primo turno |  |  | Ultimo turno | Ultimo turno    | Ultimo turno    | Ultimo turno | Ultimo turno |  |
|  |             |                   |                 |             |             |  |  |              |                 |                 |              |              |  |
|  | 1           | Frances Tiafoe    | 6               | 0           | 6           |  |  |              |                 |                 |              |              |  |
|  |             | Jeffrey John Wolf | 2               | 6           | 4           |  |  | 1            | Frances Tiafoe  | Frances Tiafoe  | 1            | 4            |  |
|  | WC          | Steven Diez       | Steven Diez     | 3           | 2           |  |  | 7            | Emil Ruusuvuori | Emil Ruusuvuori | 6            | 6            |  |
|  | 7           | Emil Ruusuvuori   | Emil Ruusuvuori | 6           | 6           |  |  |              |                 |                 |              |              |  |

### Sezione 2
|  | Primo turno | Primo turno    | Primo turno | Primo turno | Primo turno |  |  | Ultimo turno | Ultimo turno | Ultimo turno | Ultimo turno | Ultimo turno |  |
|  |             |                |             |             |             |  |  |              |              |              |              |              |  |
|  | 2           | Tommy Paul     | Tommy Paul  | 7           | 6           |  |  |              |              |              |              |              |  |
|  | WC          | Liam Draxl     | Liam Draxl  | 6(0)        | 4           |  |  | 2            | Tommy Paul   | Tommy Paul   | 7            | 6            |  |
|  |             | Liam Broady    | 5           | 7           | 7           |  |  |              | Liam Broady  | Liam Broady  | 63           | 3            |  |
|  | 8           | Alexei Popyrin | 7           | 67          | 62          |  |  |              |              |              |              |              |  |

### Sezione 3
|  | Primo turno | Primo turno        | Primo turno        | Primo turno | Primo turno |  |  | Ultimo turno | Ultimo turno       | Ultimo turno       | Ultimo turno | Ultimo turno |  |
|  |             |                    |                    |             |             |  |  |              |                    |                    |              |              |  |
|  | 3           | Yoshihito Nishioka | Yoshihito Nishioka | 7           | 6           |  |  |              |                    |                    |              |              |  |
|  |             | Michael Mmoh       | Michael Mmoh       | 65          | 2           |  |  | 3            | Yoshihito Nishioka | Yoshihito Nishioka | 7            | 7            |  |
|  |             | Maxime Cressy      | Maxime Cressy      | 64          | 4           |  |  | 11           | Feliciano López    | Feliciano López    | 5            | 6            |  |
|  | 11          | Feliciano López    | Feliciano López    | 7           | 6           |  |  |              |                    |                    |              |              |  |

### Sezione 4
|  | Primo turno | Primo turno     | Primo turno     | Primo turno | Primo turno |  |  | Ultimo turno | Ultimo turno    | Ultimo turno | Ultimo turno | Ultimo turno |  |
|  |             |                 |                 |             |             |  |  |              |                 |              |              |              |  |
|  | 4           | Dominik Koepfer | Dominik Koepfer | 3           | 4           |  |  |              |                 |              |              |              |  |
|  | WC          | Peter Polansky  | Peter Polansky  | 6           | 6           |  |  | WC           | Peter Polansky  | 6            | 1            | 2            |  |
|  |             | Illja Marčenko  | Illja Marčenko  | 1           | 3           |  |  | 9            | James Duckworth | 4            | 6            | 6            |  |
|  | 9           | James Duckworth | James Duckworth | 6           | 6           |  |  |              |                 |              |              |              |  |

### Sezione 5
|  | Primo turno | Primo turno       | Primo turno       | Primo turno | Primo turno |  |  | Ultimo turno | Ultimo turno      | Ultimo turno      | Ultimo turno | Ultimo turno |  |
|  |             |                   |                   |             |             |  |  |              |                   |                   |              |              |  |
|  | Alt         | Max Purcell       | 62                | 7           | 64          |  |  |              |                   |                   |              |              |  |
|  |             | Emilio Gómez      | 7                 | 62          | 7           |  |  |              | Emilio Gómez      | Emilio Gómez      | 4            | 5            |  |
|  |             | Norbert Gombos    | Norbert Gombos    | 65          | 4           |  |  | 10           | Ričardas Berankis | Ričardas Berankis | 6            | 7            |  |
|  | 10          | Ričardas Berankis | Ričardas Berankis | 7           | 6           |  |  |              |                   |                   |              |              |  |

### Sezione 6
|  | Primo turno | Primo turno        | Primo turno    | Primo turno | Primo turno |  |  | Ultimo turno | Ultimo turno       | Ultimo turno       | Ultimo turno | Ultimo turno |  |
|  |             |                    |                |             |             |  |  |              |                    |                    |              |              |  |
|  | 6           | Marcos Giron       | Marcos Giron   | 2           | 3           |  |  |              |                    |                    |              |              |  |
|  | WC          | Brayden Schnur     | Brayden Schnur | 6           | 6           |  |  | WC           | Brayden Schnur     | Brayden Schnur     | 7            | 6            |  |
|  |             | Daniel Elahi Galán | 6              | 2           | 6           |  |  |              | Daniel Elahi Galán | Daniel Elahi Galán | 67           | 3            |  |
|  | 12          | Benjamin Bonzi     | 3              | 6           | 2           |  |  |              |                    |                    |              |              |  |